# Die Schulermittler
Die Schulermittler ist eine Pseudo-Doku-Soap des privaten Fernsehsenders RTL. Die Serie wurde von der Produktionsfirma Stampfwerk GmbH und deren Subproduzenten Norddeich hergestellt.

## Inhalt
In der Sendung wurde das Eingreifen von Schulsozialarbeiter im Auftrag eines Kommissars im Umfeld von Schulen dargestellt, wenn es dort zu Diebstählen, Drogenkonsum, Sachbeschädigungen, Erpressungen, Mobbing, Körperverletzungen oder Schwangerschaften gekommen war. Sie nahmen Ermittlungen auf und versuchten, den Betroffenen zu helfen.
In der Serie traten abwechselnd zwei Teams auf: Das erste bestand aus dem Sozialarbeiter Thorsten Heck, der Sozialpädagogin Sarah Lee und dem Kommissar Stefan Kern. Das zweite Team bestand aus den Mitarbeitern des Amtes für Schule, Familie und Soziales Sophie Koch und Sören Petersen unter der Leitung der Kommissarin Susanne Kaspary. Ein Kamerateam begleitete vorgeblich die Teams bei ihrer Arbeit an den Schulen, um zu zeigen, wie diese die einzelnen Fälle aufklärten. Ab der fünften Staffel änderten sich die Teams. Team 1 setzte sich nun aus Teamchefin Sarah Lee und ihren Mitarbeitern Dirk Wolf und Gina Sander zusammen. Team 2 bestand aus Sören Petersen und Selma Jung, die unter der Leitung der Kommissarin Susanne Kaspary standen.

## Hintergrund
Die Fälle waren gestellt. Auch das Modell von Schulsozialarbeit im Auftrag der Polizei ist fiktiv. Die gesamten Figuren wurden, mit Ausnahme der sechs Hauptfiguren, von Laiendarstellern gespielt. Die beiden Teams wechselten sich normalerweise im Wochentakt ab, wobei es auch Ausnahmen gab. So hatte Thorsten Heck aus Team 1 in der Folge „Auf Wolke 7“, welche von Team 2 gespielt wurde, einen Auftritt. Die Serie spielte außerdem im gleichen Serienuniversum wie Betrugsfälle, da Susanne Kaspary einen Gastauftritt in der gleichen Rolle hatte.

## Gastauftritte
- Simon Desue
- Chameen Loca
- Lorielle London
- Claude-Oliver Rudolph
- The Black Pony
- Sabatina James
- Jens Knossalla

## Ausstrahlung
Am 30. Juni 2009 wurde im Rahmen von Mitten im Leben eine Pilotfolge ausgestrahlt bevor Die Schulermittler ab dem 3. August 2009 eine eigenständige Sendung wurde, die immer montags bis freitags um 17:00 Uhr bei RTL ausgestrahlt wurde. Dabei teilten sie sich den Sendeplatz mit der Pseudo-Doku-Soap Betrugsfälle. Gelegentlich wurden auch Wiederholungen gezeigt. Außerdem war die Sendung bis 30 Tage nach ihrer Ausstrahlung im Fernsehen kostenlos auf TVNOW abrufbar.
| Staffel      | Beginn            | Ende              |
| ------------ | ----------------- | ----------------- |
| Pilotstaffel | 3. August 2009    | 7. August 2009    |
| Staffel 2    | 23. November 2009 | 23. April 2010    |
| Staffel 3    | 4. Januar 2010    | 16. November 2010 |
| Staffel 4    | 29. August 2011   | 9. Januar 2012    |
| Staffel 5    | 27. August 2012   | 17. Dezember 2012 |
| Staffel 6    | 26. August 2013   | 1. November 2013  |

## Besetzung
| Darsteller         | Rolle                                               | Zeitraum (Jahre und Staffeln)          |
| Team 1             | Team 1                                              | Team 1                                 |
| ------------------ | --------------------------------------------------- | -------------------------------------- |
| Sarah Liu          | Teamchefin Sarah Lee bis Staffel 4: Sozialpädagogin | 2009–2013 (Pilotstaffel bis Staffel 6) |
| Thorsten Heck      | Sozialarbeiter Thorsten Heck                        | 2009–2012 (Pilotstaffel bis Staffel 4) |
| Dirk Scharrer      | Polizeihauptkommissar Stefan Kern                   | 2009–2012 (Pilotstaffel bis Staffel 4) |
| Dirk Windgassen    | Sozialpädagoge Dirk Wolf                            | 2012–2013 (Staffel 5 bis Staffel 6)    |
| Gina Ricarda Brand | Sozialarbeiterin Gina Sander                        | 2012–2013 (Staffel 5 bis Staffel 6)    |
| Team 2'            |                                                     |                                        |
| Susanne Korte      | Kriminalkommissarin Susanne Kaspary                 | 2009–2013 (Staffel 1 bis Staffel 6)    |
| Sarah Sophie Koch  | Sozialpädagogin Sophie Koch                         | 2009–2012 (Staffel 1 bis Staffel 4)    |
| Sören Kruse        | Sozialarbeiter Sören Petersen                       | 2009–2013 (Staffel 1 bis Staffel 6)    |
| Yazmeen Baker      | Sozialpädagogin Selma Jung                          | 2012–2013 (Staffel 5 bis Staffel 6)    |